# Rézentières
Rézentières est une commune française située dans le département du Cantal, en région Auvergne-Rhône-Alpes.
Ses habitants sont surnommés les « Fumas ».

## Géographie

### Localisation
Rézentières est située en bordure de la planèze de Saint-Flour, près de Coltines et de Saint-Flour. Rézentières était à l'origine le hameau d'une commune du village médiéval de Fournols, village qui a entièrement disparu de nos jours.

### Communes limitrophes
Les communes limitrophes sont Coren, Ferrières-Saint-Mary, Saint-Mary-le-Plain, Talizat et Vieillespesse.
| Ferrières-Saint-Mary |             | Saint-Mary-le-Plain |
| Talizat              | Rézentières | Vieillespesse       |
|                      | Coren       |                     |

### Climat
Pour des articles plus généraux, voir Climat d'Auvergne-Rhône-Alpes et Climat du Cantal.
En 2010, le climat de la commune est de type climat océanique altéré, selon une étude du CNRS s'appuyant sur une série de données couvrant la période 1971-2000. En 2020, Météo-France publie une typologie des climats de la France métropolitaine dans laquelle la commune est exposée à un climat de montagne ou de marges de montagne et est dans la région climatique  Nord-est du Massif Central, caractérisée par une pluviométrie annuelle de 800 à 1 200 mm, bien répartie dans l’année. 
Pour la période 1971-2000, la température annuelle moyenne est de 8 °C, avec une amplitude thermique annuelle de 15,6 °C. Le cumul annuel moyen de précipitations est de 840 mm, avec 10,1 jours de précipitations en janvier et 6,8 jours en juillet. Pour la période 1991-2020, la température moyenne annuelle observée sur la station météorologique de Météo-France la plus proche, sur la commune de Talizat à 5 km à vol d'oiseau, est de 8,7 °C et le cumul annuel moyen de précipitations est de 757,1 mm,. Pour l'avenir, les paramètres climatiques de la commune estimés pour 2050 selon différents scénarios d'émission de gaz à effet de serre sont consultables sur un site dédié publié par Météo-France en novembre 2022.

## Urbanisme

### Typologie
Au 1er janvier 2024, Rézentières est catégorisée commune rurale à habitat très dispersé, selon la nouvelle grille communale de densité à 7 niveaux définie par l'Insee en 2022.
Elle est située hors unité urbaine. Par ailleurs la commune fait partie de l'aire d'attraction de Saint-Flour, dont elle est une commune de la couronne,. Cette aire, qui regroupe 36 communes, est catégorisée dans les aires de moins de 50 000 habitants,.

### Occupation des sols
L'occupation des sols de la commune, telle qu'elle ressort de la base de données européenne d’occupation biophysique des sols Corine Land Cover (CLC), est marquée par l'importance des territoires agricoles (76,5 % en 2018), une proportion sensiblement équivalente à celle de 1990 (76,3 %). La répartition détaillée en 2018 est la suivante : 
prairies (52,4 %), zones agricoles hétérogènes (24,1 %), forêts (19,8 %), milieux à végétation arbustive et/ou herbacée (3,7 %). L'évolution de l’occupation des sols de la commune et de ses infrastructures peut être observée sur les différentes représentations cartographiques du territoire : la carte de Cassini (XVIIIe siècle), la carte d'état-major (1820-1866) et les cartes ou photos aériennes de l'IGN pour la période actuelle (1950 à aujourd'hui).

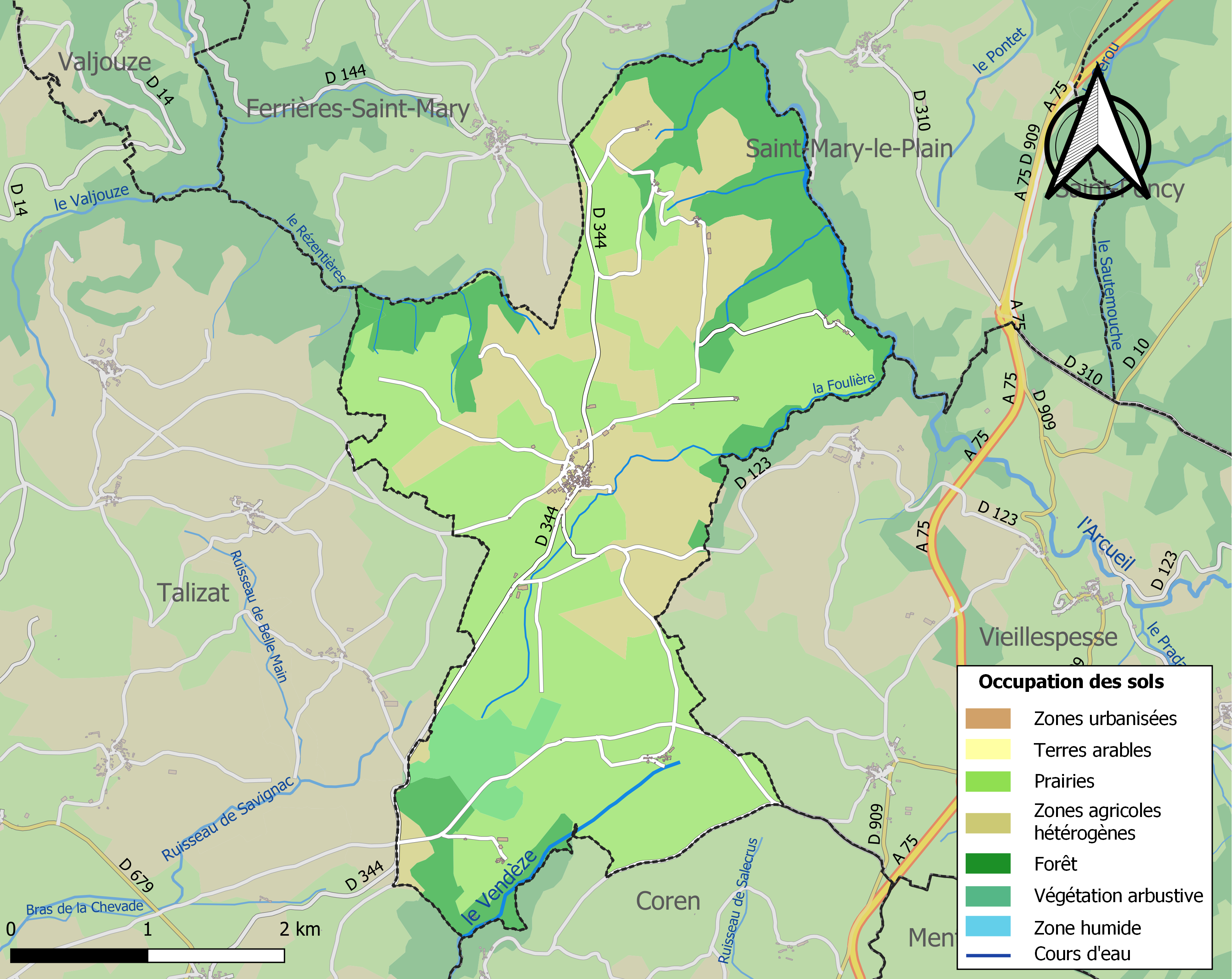
Carte des infrastructures et de l'occupation des sols de la commune en 2018 (CLC).

### Habitat et logement
En 2018, le nombre total de logements dans la commune était de 78, alors qu'il était de 75 en 2013 et de 73 en 2008.
Parmi ces logements, 57,7 % étaient des résidences principales, 25,6 % des résidences secondaires et 16,7 % des logements vacants. Ces logements étaient pour 89,7 % d'entre eux des maisons individuelles et pour 10,3 % des appartements.
Le tableau ci-dessous présente la typologie des logements à Rézentières en 2018 en comparaison avec celle du Cantal et de la France entière. Une caractéristique marquante du parc de logements est ainsi une proportion de résidences secondaires et logements occasionnels (25,6 %) supérieure à celle du département (20,4 %) et à celle de la France entière (9,7 %). Concernant le statut d'occupation de ces logements, 77,8 % des habitants de la commune sont propriétaires de leur logement (78,3 % en 2013), contre 70,4 % pour le Cantal et 57,5 pour la France entière.
| Typologie                                               | Rézentières | Cantal | France entière |
| ------------------------------------------------------- | ----------- | ------ | -------------- |
| Résidences principales (en %)                           | 57,7        | 67,7   | 82,1           |
| Résidences secondaires et logements occasionnels (en %) | 25,6        | 20,4   | 9,7            |
| Logements vacants (en %)                                | 16,7        | 11,9   | 8,2            |

## Histoire
La commune s'appelait Fournols jusqu'en 1866, date à laquelle elle prit son nom actuel.
Deux explications sont possibles pour expliquer le fait que les habitants du village sont appelés les Fumas : l'une est que le brouillard est abondant et fréquent dans cette vallée ; l'autre est que ce village étant particulièrement froid, ses habitants devaient se chauffer abondamment et la fumée noircissait leur visage.

## Politique et administration

### Administration municipale

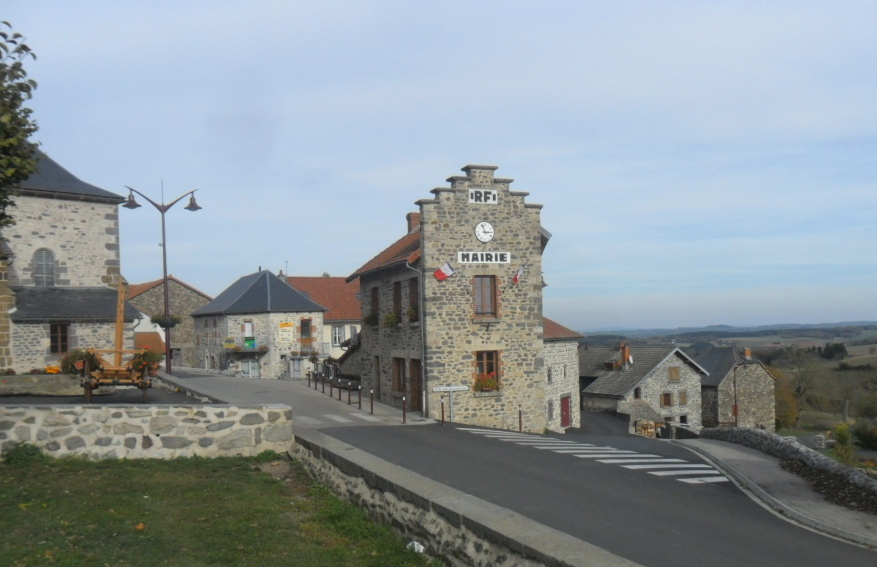
Mairie de Rézentières.

| Période                                  | Période  | Identité                    | Étiquette | Qualité     |
| ---------------------------------------- | -------- | --------------------------- | --------- | ----------- |
| 1792                                     | 1792     | M. Aldigier                 |           |             |
| 1793                                     | 1812     | Jean-Baptiste Delort        |           |             |
| 1813                                     | 1814     | M. Tremeuge de la Roussière |           |             |
| 1815                                     | 1815     | Victor de la Fage           |           |             |
| 1816                                     | 1831     | Pierre Dessauret            |           |             |
| 1831                                     | 1843     | Jean Chadelat               |           |             |
| 1844                                     | 1883     | Alexandre de la Roussière   |           |             |
| 1884                                     | 1888     | Edmond Baldram              |           |             |
| 1888                                     | 1891     | Victor de la Roussière      |           |             |
| 1892                                     | 1900     | Edmond Baldram              |           |             |
| 1901                                     | 1910     | Victor de la Roussière      |           |             |
| 1911                                     | 1914     | Pierre Gardelle             |           |             |
| 1919                                     | 1925     | Auguste Chapy               |           |             |
| 1926                                     | 1930     | Pierre Merle                |           |             |
| 1930                                     | 1947     | Jean Resche                 |           |             |
| 1947                                     | 1965     | Pierre Bonnafoux            |           |             |
| 1965                                     | 1971     | Pierre Chastang             |           |             |
| 1971                                     | 1983     | Louis Échalier              |           |             |
| 1983                                     | 1995     | Christine Baguet            |           |             |
| 1995                                     | 2025     | Philippe Échalier           |           |             |
| mars 1995                                | En cours | Philippe Échalier           | LR        | Agriculteur |
| Les données manquantes sont à compléter. |          |                             |           |             |

## Population et société

### Démographie

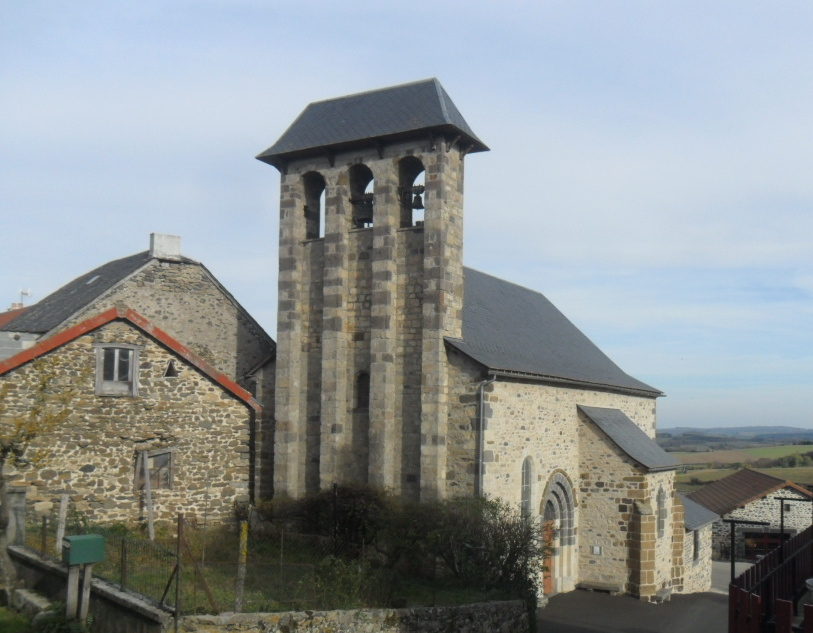
Église de Rézentières.

L'évolution du nombre d'habitants est connue à travers les recensements de la population effectués dans la commune depuis 1793. Pour les communes de moins de 10 000 habitants, une enquête de recensement portant sur toute la population est réalisée tous les cinq ans, les populations de référence des années intermédiaires étant quant à elles estimées par interpolation ou extrapolation. Pour la commune, le premier recensement exhaustif entrant dans le cadre du nouveau dispositif a été réalisé en 2008.

En 2022, la commune comptait 110 habitants, en évolution de −1,79 % par rapport à 2016 (Cantal : −1,08 %, France hors Mayotte : +2,11 %).
| 1793 | 1800 | 1806 | 1821 | 1831 | 1836 | 1841 | 1846 | 1851 |
| ---- | ---- | ---- | ---- | ---- | ---- | ---- | ---- | ---- |
| 412  | 363  | 386  | 334  | 354  | 380  | 388  | 363  | 376  |

| 1856 | 1861 | 1866 | 1872 | 1876 | 1881 | 1886 | 1891 | 1896 |
| ---- | ---- | ---- | ---- | ---- | ---- | ---- | ---- | ---- |
| 347  | 365  | 333  | 339  | 322  | 346  | 344  | 387  | 327  |

| 1901 | 1906 | 1911 | 1921 | 1926 | 1931 | 1936 | 1946 | 1954 |
| ---- | ---- | ---- | ---- | ---- | ---- | ---- | ---- | ---- |
| 368  | 356  | 363  | 309  | 284  | 282  | 273  | 250  | 220  |

| 1962 | 1968 | 1975 | 1982 | 1990 | 1999 | 2006 | 2008 | 2013 |
| ---- | ---- | ---- | ---- | ---- | ---- | ---- | ---- | ---- |
| 213  | 182  | 161  | 147  | 129  | 115  | 124  | 127  | 115  |

| 2018 | 2022 | - | - | - | - | - | - | - |
| ---- | ---- | - | - | - | - | - | - | - |
| 109  | 110  | - | - | - | - | - | - | - |

## Culture locale et patrimoine

### Lieux et monuments
- La croix celtique du cimetière :

Il y aurait eu à Fournols, primitivement au château, un monastère, dont il ne reste absolument rien, sinon la croix (1er document : 1283).
Ouvragée et très artistique, elle occupe le milieu du cimetière actuel de Rézentières. 
Elle y fut transportée en 1895 avec les restes du cimetière de Fournols.
- Château de La Roussière, où vivait la famille de Trémeuge de La Roussière.

### Personnalités liées à la commune
- Pierre Dessauret, député du Cantal (1837-1848).